# Luigi Merlin
Luigi Merlin (fl. XX secolo) è stato un politico italiano, già sindaco di Padova.

## Biografia
Avvocato di professione, presidente della Fiera Campionaria di Padova, è stato sindaco di Padova dal 5 maggio 1977 al 9 aprile 1980 per la Democrazia Cristiana.
Alla sua persona, nella città di Padova, è stata intitolata una piazza nel quartiere 4.